# Acanthoceras
Acanthoceras è un mollusco cefalopode estinto appartenente alle ammoniti. Visse nel corso del Cretaceo superiore (Cenomaniano, 100-94 milioni di anni fa). I suoi resti si rinvengono principalmente in Europa e Africa del Nord.

## Descrizione
Questa forma era una delle ammoniti più tipiche del Cretaceo superiore, dotata di una conchiglia insolitamente spessa e dotata di ricchi ornamenti. La sezione della conchiglia era vagamente quadrata e l'ultimo giro non era molto alto. Le coste erano spesse ma semplici, diritte e dotate di tubercoli spessi e arrotondati, posti lateralmente e vicino al bordo sifonale. Acanthoceras era un'ammonite di dimensioni medie, la cui conchiglia raggiungeva facilmente il diametro di circa dieci centimetri. Una delle specie più note è Acanthoceras rhotomagense.

## Classificazione
Acanthoceras è il genere tipo di un sottordine di ammoniti sviluppatosi nel Cretaceo, gli acantoceratini (Acanthoceratina). Queste forme evolsero conchiglie insolitamente spesse e dalle coste notevoli; non si sa con certezza a cosa fu dovuto questo sviluppo, e anche le abitudini di vita e di regime alimentare rimangono misteriose. Sembra comunque che i gusci spessi e ornati fossero una caratteristica delle ultime ammoniti note. Tra gli altri generi di acantoceratini, da ricordare Mantelliceras.